# Bilsington
Bilsington är en ort och civil parish i grevskapet Kent i sydöstra England. Orten ligger i distriktet Ashford, cirka 9 kilometer sydost om Ashford. Civil parishen hade 302 invånare vid folkräkningen år 2021.